# The Lunatic (film 1927)
The Lunatic è un film muto del 1927 diretto da Harry Garson. Prodotto dalla Thomas Productions Inc., aveva come interpreti Claire Adams, Ludwig Satz e George Tobias. Satz era stato anche protagonista insieme a Bertha Gersten nel lavoro teatrale su cui si basa il film, Der Meshugener (The Lunatic), scritto da Harry Kalmanowitz e andato in scena a New York nel 1922.

## Trama
Samuel Relkin è sposato con l'autoritaria Gertrude che gli ha dato una figlia, la bella Frances. Questa ha tre pretendenti. Dovendo scegliere, nonostante la disapprovazione della madre, opta per Hymie Moses, un giovane trasandato e timido, oggetto delle beffe dei bambini in strada. Quando nasce un figlio, Frances, spinta dalla madre, comincia a lamentarsi di dover sempre stare in casa ad accudirlo. Le sue recriminazioni inducono Hymie a prendersi cura lui del bambino mentre la moglie se ne va a un matrimonio. Dopo qualche anno, al secondo figlio, Gertrude esorta la figlia a divorziare finché questa non cede. Samuel racconta al genero di un uomo che è stato talmente assillato dalla moglie tanto da diventare pazzo. Così, quando Frances sta per andarsene via con i bambini, Hymie comincia d'improvviso a fare dei movimenti inconsulti, tentando anche di saltare dalla finestra. Frances, allora, decide di restare. Hymie confessa a Samuel che il suo è stato solo uno stratagemma e gli chiede di informarne il medico per continuare la farsa. Ma il dottore che arriva non ne sa niente e porta Hymie in manicomio. Fuggito dalla sua stanza, si imbatte in un matto grande e grosso che lui calma dandogli dello zucchero. Finito lo zucchero, lo domina comportandosi come un capo. Da questa esperienza, Hymie, quando sarà poi rilasciato, confiderà le sue conclusioni al suocero: le donne, come i pazzi, amano essere dominate da un capo. Frances ora torna tranquilla e confida al marito che vuole solo lui. Hymie si ripromette di non dare più alcuno spazio agli interventi improvvidi della suocera.

## Produzione
La lavorazione del film, prodotto dalla Thomas Productions Inc., iniziò il 9 dicembre 1926 agli Edison Studios di New York.

## Distribuzione
Non si conoscono date esatte sulla distribuzione del film che venne presentato a Boston il 21 aprile 1927.